# Jean-François Persoz
Jean-François Persoz (Cortaillod, Suiza, 1805 - Paris, 1868) fue un químico francés. Es conocido por haber sido el profesor de  Louis Thénard en el Collège de France en 1828, nombrado como profesor de química en la Universidad de Estrasburgo. En 1830 se convirtió en el director de la Escuela de Farmacia siendo además inspector de las Oficinas de Farmacia de Farmacia. En el año 1850, sucede en el cargo a Jean-Baptiste Dumas en la Sorbonne y dispensa cursos de tinturas e impresión sobre lienzos en el CNAM (Conservatoire National des Arts et Métiers) donde obtiene una cátedra de química industrial en 1852. 

## Trabajos
Persoz estudia la solubilidad de los cuerpos así como su volumen molecular, de la dextrina y de la garance. Más importante aún, ambos aislados químicamente en el año 1833, con el colega químico Anselme Payen, la amilasa(diastase) de malta y demostró su presencia en la saliva (en lo que se convierte en la primera enzima aislada y estudiada en la historia de la bioquímica). En 1835, con Jean-Baptiste Biot, muestra que se puede seguir la inversión del azúcar de caña por la simple observación de una variación continua de la rotación óptica de una solución de azúcar previamente acidulada.